# الکساندر کوشتز
الکساندر کوشتز (اوکراینی: Олександр Кошиць; ۳۱ اوت ۱۸۷۵ – ۲۱ سپتامبر ۱۹۴۴) انسان‌شناس، رهبر (موسیقی)، و آهنگساز اهل امپراتوری روسیه بود.